# Bryan Cranston
Bryan Lee Cranston (Los Ángeles, California; 7 de marzo de 1956) es un actor, actor de voz, guionista, productor y director estadounidense, reconocido por su interpretación de Walter White (en la serie de AMC Breaking Bad), de Hal Wilkerson (el padre de familia de la serie de FOX Malcolm in the middle), y del doctor Tim Whatley (en la comedia de NBC Seinfeld). El papel de Walter White le dio reconocimiento global en el panorama del cine y la televisión y fue galardonado con numerosos premios como los Emmy y los Globos de Oro. En la década de los 2000 pasó de ser un actor de papeles menores a ser uno de los más reconocidos en la industria cinematográfica, llegando a ser nominado a los Premios Óscar en 2018.

## Biografía
Bryan es hijo del actor y ex-boxeador Joseph Louis Joe Cranston
y de la actriz de radio Audrey Peggy Sell.
Tiene ascendencia portuguesa por parte materna e irlandesa por parte de padre.
Cranston creció en Los Ángeles (tiene un hermano mayor, Kyle, y una hermana menor, Amy) y cursó sus estudios secundarios en la escuela Canoga Park.
Comenzó su carrera de actor en su juventud, trabajando en teatros locales y regionales, como el Teatro de Granada en el Valle de San Fernando (California). Él ha afirmado que sus padres eran «gente con problemas» y que estaban «incapacitados para ser padres», lo que causó que la familia perdiera la casa en una ejecución de hipoteca y que su hermano Kyle y él se mudaran con una de sus abuelas durante un tiempo, antes de regresar con su madre y hermana y llevar una vida sencilla, pasando algunas privaciones. Bryan no vería a su padre en los siguientes 10 años.
Posteriormente, y después de haber viajado por Europa uniéndose a los Jóvenes Exploradores de la Policía de Los Ángeles en su adolescencia, asistió a los Ángeles Valley College, donde obtuvo un título en ciencias policiales en 1976.
Cranston está casado con la también actriz Robin Dearden, a quien conoció en el plató de la serie Airwolf en 1984.
Estaba haciendo el papel de villano de la semana, y ella era su víctima. Tienen una hija llamada Taylor, quien estudia Teatro en la USC.
Estuvo casado anteriormente con la escritora Michelle Mickey Middleton, de la cual se divorció en 1982.

## Carrera
En la serie Malcolm in the middle realizó uno de sus trabajos más populares interpretando a Hal (padre de Malcolm) en el año 2000 y sucesivos. Durante los años ochenta, Cranston trabajó regularmente en anuncios para televisión, como por ejemplo los de las marcas Lay's, Excedrin, Honda Accord, y Coffee-Mate. Fue actor de voz en varias series de anime, bajo el nombre de Lee Stone.
Antes de su papel en Malcolm, interpretó al astronauta Buzz Aldrin durante dos episodios en la serie de HBO De la Tierra a la Luna. También interpretó el papel del astronauta Gus Grissom en la película That Thing You Do!. Adicionalmente realizó un papel secundario en la serie Seinfeld, como el doctor Tim Whatley, el dentista de Jerry. Varios episodios están basados en la relación de Jerry con su dentista y su paranoia hacia estos. Adicionalmente, ha tenido un papel en la comedia The King of Queens como Tim Sasky, un vecino molesto de Doug Heffernan; y en la serie How I Met Your Mother como Hammond Druthers, un compañero de trabajo también molesto de Ted Mosby. Finalmente, Bryan ha realizado su interpretación más popular y reconocida hasta la fecha, encarnando al protagonista de la serie Breaking Bad, donde interpreta a un profesor de química que se introduce en el mundo del narcotráfico.
En la película de Steven Spielberg Saving Private Ryan interpreta el papel de oficial en el Departamento de Guerra al inicio de la película y en la película Little Miss Sunshine interpreta al agente literario de Greg Kinnear.
Cranston ha dirigido episodios de algunas de las diversas series en las que ha participado y ha recibido cuatro Premios Emmy por su papel de Walter White en la aclamada serie Breaking Bad. Además escribió y dirigió la película Last Chance, estrenada en 1999.
En el año 2011 vuelve al cine con la película The Lincoln Lawyer con el papel del detective Lankford.
En 2012 interpretó a Jack O'Donnell en la película Argo, considerada como una de las mejores películas de 2012, y ganadora del Oscar a la mejor película de dicho año. Asimismo obtiene un rol secundario en la película El vengador del futuro (en inglés, Total Recall) como Cohaagen, y protagoniza en 2013 la película independiente Frío como la noche, en el papel de Topo, un asesino polaco con baja visión.
Desde septiembre de 2013 a junio de 2014, Cranston ha interpretado al presidente estadounidense
Lyndon B. Johnson en el American Repertory Theatre de Massachusetts y en Broadway, en la obra teatral All The Way. Su interpretación ha recibido elogios de la crítica.
En 2014 interpreta a Joe Brody en la película de Gareth Edwards Godzilla, donde a pesar de su actuación formidable ha habido críticas sobre el poco tiempo que su personaje aparece en la película.
En el año 2015 son 3 los filmes en los cuales Cranston participa: Get a Job, Trumbo (donde interpreta al guionista de Hollywood Dalton Trumbo) y Kung Fu Panda 3  (en la cual presta su voz al padre de Po).
Participa también en la película Holland, Michigan, la cual protagoniza junto a Naomi Watts.
En 2016 Cranston protagoniza la película de Brad Furman The Infiltrator, inspirada en la autobiografía de Robert Manzur, un agente federal que realizó tareas de incógnito en su lucha por desbaratar al cartel de Medellín.

## Premios

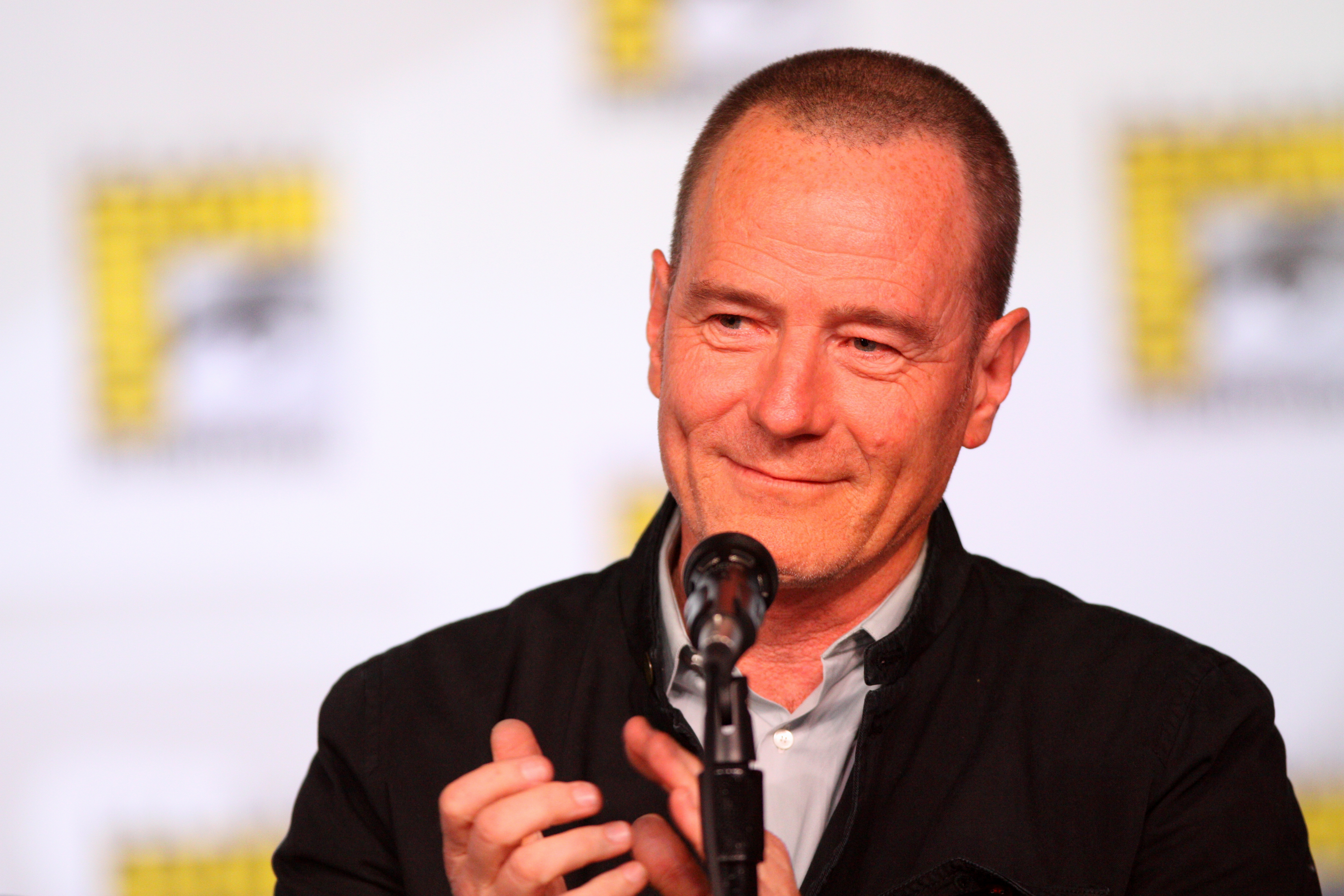
Bryan Cranston en una conferencia durante el San Diego Comic-Con International en 2012.

El 6 de junio de 2006, Cranston fue nominado como mejor actor secundario en la categoría de Series de Comedia en la 58 Edición de los Premios Emmy de la Academia de Artes y Ciencias de la Televisión, por la última temporada de Malcolm in the middle. El 27 de agosto de 2006, el premio le fue otorgado a Jeremy Piven de la serie de HBO Entourage (El Séquito).
El 9 de abril de 2007, Cranston ganó el Blue Door Trophy por el episodio inaugural de la adaptación de la serie de la televisión australiana Thank God You're Here, adaptada para la audiencia estadounidense.
El 21 de septiembre de 2008, Cranston fue premiado con el Emmy como mejor actor principal de drama, por su personaje de Walter White en la serie Breaking Bad. El 20 de septiembre de 2009, Cranston fue premiado con el Emmy como mejor actor principal de drama por segundo año consecutivo, por su participación como Walter White en Breaking Bad.
El 30 de agosto de 2010, Cranston fue premiado con el Emmy como mejor actor principal de drama por tercera vez, por su participación como Walter White en Breaking Bad.
El 27 de enero de 2013, Cranston recibió el Premios del Sindicato de Actores como actor principal masculino en serie dramática para televisión, por su personificación de Walter White en Breaking Bad.
En la edición 71 de los Globos de Oro, ganó el Globo de Oro como mejor actor de drama por Breaking Bad. En la vigésima edición de los Screen Actors Guild Awards, ganó como mejor actor de serie dramática por su papel en la misma serie.
En la edición 66 de los Primetime Emmy Awards 2014, ganó su cuarto premio como mejor actor de serie dramática por su papel como Walter White en la serie Breaking Bad. Dedicó el premio a su público de este modo:

Yo era un niño que siempre buscaba tomar atajos. Mi propia familia me llamaba Sneaky Pete
[risas]. ¡Mi propia familia! Bueno, tuve la suerte de encontrar una pasión que creó una semilla que luego floreció, y eso fue maravilloso para mí. Amo actuar. Es mi pasión y lo haré hasta mi último aliento [...] Me gustaría dedicar este premio a todos los Sneaky Pete del mundo que pensaron que quedarse en la mediocridad era una buena idea porque era seguro. No lo hagan, aprovechen la oportunidad, corran riesgos. Encuentren esa pasión, revívanla, enamórense otra vez de ella. Vale la pena. Que Dios los bendiga.
Bryan Cranston

En el año 2016 recibió nominaciones a los BAFTA, los Globos de Oro y los Premios Óscar por su interpretación del guionista Dalton Trumbo.

## Filmografía

### Películas
| Año  | Película                                       | Papel                              | Notas                                                                                        |
| ---- | ---------------------------------------------- | ---------------------------------- | -------------------------------------------------------------------------------------------- |
| 1987 | Royal Space Force: The Wings of Honneamise     | Matti Tohn                         | Doblaje al inglés de la película en japonés                                                  |
| 1987 | Amazon Women on the Moon                       | Paramédico #1                      |                                                                                              |
| 1988 | The Big Turnaround                             | Jim                                | Personaje secundario                                                                         |
| 1990 | Corporate Affairs                              | Darren                             |                                                                                              |
| 1994 | Erotique                                       | Dr. Robert Stern                   |                                                                                              |
| 1994 | Clean Slate                                    | Club official                      |                                                                                              |
| 1994 | Macross Plus                                   | Isamu Alva Dyson                   | Doblaje inglés de la película japonesa. Lanzado directo a video. Acreditado como "Lee Stone" |
| 1996 | That Thing You Do!                             | Virgil 'Gus' Grissom               |                                                                                              |
| 1996 | Street Corner Justice                          | Father Brophy                      |                                                                                              |
| 1997 | Time Under Fire                                | Braddock                           |                                                                                              |
| 1997 | Strategic Command                              | Phil Hertzberg                     |                                                                                              |
| 1997 | Armitage III: Poly-Matrix                      | Eddie Borrows                      | Doblaje al inglés de la película japonesa; lanzado directo a video                           |
| 1998 | Saving Private Ryan                            | Coronel del Departamento de Guerra |                                                                                              |
| 1999 | Last Chance                                    | Lance                              | También escritor, director y productor                                                       |
| 2000 | The Big Thing                                  | Roberto Montalban                  |                                                                                              |
| 2000 | Ramayana: The Legend of Prince Rama            | Ram                                | Doblaje al inglés de la película Indo-Japonesa                                               |
| 2000 | Terror Tract                                   | Ron Gatley                         |                                                                                              |
| 2004 | Seeing Other People                            | Peter                              |                                                                                              |
| 2004 | Illusion                                       | David                              |                                                                                              |
| 2005 | Magnificent Desolation: Walking on the Moon 3D | Buzz Aldrin                        |                                                                                              |
| 2006 | Little Miss Sunshine                           | Stan Grossman                      |                                                                                              |
| 2006 | Intellectual Property                          | Conductor CSE Radio                |                                                                                              |
| 2007 | Hard Four                                      | Bryce Baxter                       |                                                                                              |
| 2010 | Love Ranch                                     | James Pettis                       |                                                                                              |
| 2011 | Leave                                          | Eliot                              |                                                                                              |
| 2011 | The Lincoln Lawyer                             | Det. Lankford                      |                                                                                              |
| 2011 | Larry Crowne                                   | Dean Tainot                        |                                                                                              |
| 2011 | Drive                                          | Shannon                            |                                                                                              |
| 2011 | Batman: año uno                                | James Gordon                       | Voz                                                                                          |
| 2012 | Contagio                                       | Lyle Haggerty                      |                                                                                              |
| 2012 | Red Tails                                      | Mayor William Mortamus             |                                                                                              |
| 2012 | Rock of Ages                                   | Mike Whitmore                      |                                                                                              |
| 2012 | John Carter                                    | Coronel Powell                     |                                                                                              |
| 2012 | Madagascar 3: Europe's Most Wanted             | Vitaly                             | Voz                                                                                          |
| 2012 | Argo                                           | Jack O'Donnell                     |                                                                                              |
| 2012 | Total Recall                                   | Vilos Cohaagen                     |                                                                                              |
| 2013 | Cold Comes the Night                           | Topo                               |                                                                                              |
| 2014 | Godzilla                                       | Joe Brody                          |                                                                                              |
| 2015 | Get a Job                                      | Roger Davis                        |                                                                                              |
| 2015 | Trumbo                                         | Dalton Trumbo                      |                                                                                              |
| 2015 | In Dubious Battle                              | Xerife                             |                                                                                              |
| 2016 | Kung Fu Panda 3                                | Li Shan                            | Voz                                                                                          |
| 2016 | Why Him?                                       | Ned Fleming                        |                                                                                              |
| 2016 | The Infiltrator                                | Robert Mazur / Bob Musella         |                                                                                              |
| 2016 | Wakefield                                      | Howard Wakefield                   |                                                                                              |
| 2017 | Power Rangers                                  | Zordon                             |                                                                                              |
| 2017 | The Disaster Artist                            | Él mismo                           |                                                                                              |
| 2017 | The Upside                                     | Phillip Lacasse                    |                                                                                              |
| 2017 | Last Flag Flying                               | Sal                                |                                                                                              |
| 2018 | Isla de perros                                 | Chief                              | Voz                                                                                          |
| 2019 | El Camino: A Breaking Bad Movie                | Walter H. White                    |                                                                                              |
| 2019 | Rocko's Modern Life: Static Cling              | Colonel Lewis                      | Voz                                                                                          |
| 2020 | The One and Only Ivan                          | Mack                               |                                                                                              |
| 2020 | Ancient Caves                                  | Narrador                           | Documental (voz en inglés)                                                                   |
| 2022 | Jerry & Marge Go Large                         | Jerry Selbee                       |                                                                                              |
| 2023 | Asteroid City                                  | Presentador del show               |                                                                                              |
| 2024 | Kung Fu Panda 4                                | Li Shan                            | Voz                                                                                          |
| 2025 | Everything's Going to Be Great                 | Buddy Smart                        |                                                                                              |

### Televisión
| Año                                          | Serie                                                         | Papel                                                           | Notas |
| -------------------------------------------- | ------------------------------------------------------------- | --------------------------------------------------------------- | --- |
| 1980                                         | To Race the Wind                                              | Quarterback                                                     | Película para TV |
| 1982                                         | CHiPs                                                         | Billy Joe                                                       | Episodio 6.9: "Return to Death's Door"                                                                              |
| 1983-1985                                    | Loving                                                        | Douglas "Doug" Donovan                                          | Miembro del reparto principal                                                                                       |
| 1985                                         | Cover Up                                                      | Frank Lawler/Tommy Maynard                                      | Episodio 1.17: "Who's Trying to Kill Miss Globe?"                                                                   |
| 1985                                         | One Life to Live                                              | Dean Stella                                                     | |
| 1986                                         | Airwolf                                                       | Robert Hollis                                                   | Episodio 3.17: "Desperate Monday"                                                                                   |
| 1986                                         | North and South: Book II                                      | Coronel Austin                                                  | Episodio 1.6 |
| 1986 1990 1996                               | Murder, She Wrote                                             | Brian East Jerry Wilber Parker Foreman                          | Episodio 2.20: "Menace, Anyone?" Episodio 6.12: "Good-Bye Charlie" Episodio 12.17: "Something Foul in Flappieville" |
| 1987                                         | Hill Street Blues                                             | Desconocido                                                     | Episodio 7.21: "A Pound of Flesh"                                                                                   |
| 1987                                         | The Return of the Six-Million-Dollar Man and the Bionic Woman | Dr. Shepherd                                                    | Película para TV |
| 1987 1991                                    | Matlock                                                       | Brian Emerson Dr. Harding Fletcher                              | Episodio 2.11: "The Gift" Episodio 6.4: "The Marriage Counselor"                                                    |
| 1988                                         | Raising Miranda                                               | Tío Russell                                                     | Apareció en 9 episodios                                                                                             |
| 1989                                         | Falcon Crest                                                  | Martin Randall                                                  | Episodio 8.18: "Enquiring Minds"                                                                                    |
| 1989                                         | I Know My First Name Is Steven                                | Oficial Dickenson                                               | Miniserie |
| 1989                                         | Baywatch                                                      | Tom Logan                                                       | Episodio 1.8: "Cruise Ship"                                                                                         |
| 1990                                         | Hull High                                                     | Sr. McConnell                                                   | Episodio 1.8 |
| 1990                                         | Jake and the Fatman                                           | Lyle Wicks/Miller                                               | Episodio 4.3: "Exactly Like You"                                                                                    |
| 1991                                         | The Flash                                                     | Philip 'Mark' Moses                                             | Episodio 1.13: "Be My Baby"                                                                                         |
| 1991                                         | Dead Silence                                                  | Profesor Harris                                                 | Película para TV |
| 1992                                         | L.A. Law                                                      | Desconocido                                                     | Episodio 6.11: "All About Sleaze"                                                                                   |
| 1993                                         | Moldiver                                                      | Técnico del Launch Control Center Voces adicionales             | Doblaje al inglés de la serie japonesa; lanzado directo a video                                                     |
| 1993                                         | The Disappearance of Nora                                     | Desconocido                                                     | Película para TV |
| 1993                                         | Prophet of Evil: The Ervil LeBaron Story                      | Desconocido                                                     | Película para TV |
| 1993                                         | Mighty Morphin Power Rangers                                  | Voz de Snizard Voz de Twinman                                   | Episodio 1.14: "Foul Play in the Sky" Episodio 1.38: "A Bad Reflection on You"                                      |
| 1993                                         | Super Dimension Century Orguss 02                             | Oficial Imperial                                                | Doblaje al inglés de la serie japonesa; lanzado directo a video                                                     |
| 1994                                         |                                                               |                                                                 | |
| The Companion                                | Alan                                                          | Película para TV                                                | |
| Armitage III                                 | Eddie Borrows                                                 | Doblaje al inglés de la serie japonesa; lanzado directo a video | |
| Men Who Hate Women & the Women Who Love Them | David                                                         | Película para TV                                                | |
| Days Like This                               | Benny                                                         | Película para TV                                                | |
| Tekkaman Blade                               | Sgto. Miles O'Rourke                                          | Doblaje al inglés de la serie japonesa                          | |
| Viper                                        | Garrett Berlin                                                | Episodio 1.9: "Wheels of Fire"                                  | |
| Walker, Texas Ranger                         | Hank                                                          | Episodio 2.18: "Deadly Vision"                                  | |
| 1994-1997                                    | Seinfeld                                                      | Dr. Tim Whatley                                                 | Apareció en 5 episodios                                                                                             |
| 1995                                         | Extreme Blue                                                  | Ned Landry                                                      | Película para TV |
| 1995                                         | Kissing Miranda                                               | Agente Especial Falsey                                          | Película para TV |
| 1995                                         | Touched by an Angel                                           | Dr. Tom Bryant                                                  | Episodio 1.11: "The Hero"                                                                                           |
| 1995                                         | Brotherly Love                                                | Russell Winslow                                                 | Episodio 1.2: "Such a Bargain"                                                                                      |
| 1995                                         | Land's End                                                    | Matt McCulla                                                    | Episodios 1.1 y 1.2: "Land's End" Partes 1 y 2                                                                      |
| 1995                                         | Nowhere Man                                                   | Sheriff Norman Wade                                             | Episode 1.8: "The Alpha Spike"                                                                                      |
| 1996                                         | Eagle Riders                                                  | Joe Thax                                                        | Doblaje de la serie japonesa                                                                                        |
| 1996                                         | The Louie Show                                                | Curt Sincic                                                     | Episodio 1.1: "Take Two Donuts and Call Me in the Morning"                                                          |
| 1996                                         | The Rockford Files: Punishment and Crime                      | Patrick Dougherty                                               | Película para TV |
| 1996 1998                                    | Diagnosis Murder                                              | Walter Mason Martin Rutgers                                     | Episodio 3.10: "Living on the Streets Can Be Murder" Episodio 6.5: "Blood Will Out"                                 |
| 1997                                         | Moloney                                                       | Desconocido                                                     | Episodio 1.12: "Clarity Begins at Home"                                                                             |
| 1997                                         | Babylon 5                                                     | Ericsson                                                        | Episodio 4.5: "The Long Night"                                                                                      |
| 1997                                         | Dogs                                                          | Desconocido                                                     | Piloto |
| 1997                                         | Goode Behavior                                                | Ejecutivo de grabación                                          | Episodio 1.20: "Goode Music"                                                                                        |
| 1997                                         | Sabrina, the Teenage Witch                                    | Abogado Witch                                                   | Episodio 1.24: "Troll Bride"                                                                                        |
| 1997                                         | Pearl                                                         | Isaac Perlow                                                    | Episodio 1.21: "My So-Called Real Life"                                                                             |
| 1997                                         | Total Security                                                | Jason Nichols                                                   | Episodio 1.10: "Wet Side Story"                                                                                     |
| 1997                                         | Alright Already                                               | Robert                                                          | Episodio 1.3: "Again with the Pilot"                                                                                |
| 1998                                         | Brooklyn South                                                | IAB Lt. Gordon Denton                                           | Episodios 1.11: "Gay Avec" y 1.15: "Fisticuffs"                                                                     |
| 1998                                         | From the Earth to the Moon                                    | Buzz Aldrin                                                     | Miniserie |
| 1998                                         | V.I.P.                                                        | Colt Arrow                                                      | Episodio 1.1: "Beats Working at a Hot Dog Stand"                                                                    |
| 1998                                         | The X-Files                                                   | Patrick Crump                                                   | Episodio 6.2: "Drive"                                                                                               |
| 1998                                         | Chicago Hope                                                  | Jesus                                                           | Episode 5.9: "Tantric Turkey"                                                                                       |
| 1998                                         | Working                                                       | Larry Prince                                                    | Episodio 2.8: "The Consultant"                                                                                      |
| 1998                                         | Honey, I Shrunk the Kids: The TV Show                         | Ronald 'Cheesy' Meezy                                           | Episodio 2.11: "Honey, I'm the Sorcerer's Apprentice"                                                               |
| 1999                                         | 3rd Rock from the Sun                                         | Imitador Neil Diamond                                           | Episodio 4.14: "Paranoid Dick"                                                                                      |
| 1999                                         | The Pretender                                                 | Neil Roberts                                                    | Episodio 3.16: "PTB"                                                                                                |
| 1999-2001                                    | The King of Queens                                            | Tim                                                             | Apareció en 4 episodios                                                                                             |
| 2000-2001                                    | Clerks: The Animated Series                                   | Voces adicionales                                               | Apareció en 3 episodios                                                                                             |
| 2000-2006                                    | Malcolm in the Middle                                         | Hal Wilkerson                                                   | Miembro del reparto principal; apareció en los 151 episodios También dirigió 7 episodios                            |
| 2001                                         | 'Twas the Night                                               | Nick Wrigley                                                    | Película para TV |
| 2001                                         | The Santa Claus Brothers                                      | Santa Claus                                                     | Película para TV |
| 2003                                         | National Lampoon's Thanksgiving Family Reunion                | Woodrow Snider                                                  | Película para TV |
| 2003                                         | Lilo & Stitch: The Series                                     | Sr. Jameson                                                     | Episodio 1.25: "Nosy: Experiment #199"                                                                              |
| 2005                                         | American Dad                                                  | Publicista                                                      | Episodio 1.15: "Star Trek"                                                                                          |
| 2006                                         | Special Unit                                                  | N/A                                                             | Director |
| 2006                                         | Big Day                                                       | N/A                                                             | Dirigió el episodio 1.5: "Stolen Vows"                                                                              |
| 2006-2013                                    | How I Met Your Mother                                         | Hammond Druthers                                                | Episodios 2.6: "Aldrin Justice", 2.13: "Columns" y 9.09: "Platonish"                                                |
| 2007                                         | Fallen                                                        | Lucifer The Light Bringer                                       | Miniserie |
| 2008                                         | Family Guy                                                    | Él mismo/Hal                                                    | Episodio 4.21: "I Take Thee Quagmire"                                                                               |
| 2008-2013                                    | Breaking Bad                                                  | Walter H. White                                                 | Protagonista Director de los episodios 2.1: "«Seven Thirty-Seven»" 3.1: "«No más»" 5.9: "«Blood Money»".            |
| 2011                                         | Modern Family                                                 | Él mismo                                                        | Dirigió el episodio 3.19: "«Día de las elecciones»".                                                                |
| 2012                                         | The Office                                                    | N/A                                                             | Dirigió el episodio 9.4: "«Work Bus»".                                                                              |
| 2012–2013                                    | Los Simpsons                                                  | Walter H. White                                                 | Cameo en el episodio 24.17: "«What Animated Woman Want»".                                                           |
| 2012–2013                                    | The Cleveland Show                                            | Dr. Fist                                                        | 9 episodios |
| 2013                                         | Big History                                                   | Narrador (voz)                                                  | 17 episodios |
| 2015-2019                                    | Sneaky Pete                                                   | Vince Lonigan                                                   | 10 episodios |
| 2015-2019                                    | SuperMansion                                                  | Titanium Rex (voz)                                              | 46 episodes |
| 2016                                         | All the Way                                                   | Lyndon B. Johnson                                               | Película para TV |
| 2017                                         | Philip K. Dick's Electric Dreams                              | Silas Herrick                                                   | Episodio: "Human Is"                                                                                                |
| 2017                                         | Curb Your Enthusiasm                                          | Dr. Lionel Templeton                                            | Episodio: "Running with the Bulls"                                                                                  |
| 2018                                         | The Dangerous Book for Boys                                   |                                                                 | 6 episodios |
| 2019                                         | Last Week Tonight with John Oliver                            | Richard Sackler                                                 | Episodio: "Opioids II"                                                                                              |
| 2020                                         | Home Movie: The Princess Bride                                | Count Rugen                                                     | Episodio: "To The Pain!"                                                                                            |
| 2020                                         | The Stand                                                     | Presidente de los Estados Unidos (voz)                          | Episodio: "The End"                                                                                                 |
| 2020-presente                                | Your Honor                                                    | Michael Desiato                                                 | 20 episodios |
| 2022                                         | Better Call Saul                                              | Walter H. White                                                 | Episodios: "Breaking Bad" y "Saul Gone"                                                                             |